# مشاهير العراق (مجلة)
مشاهد العراق هي مجلة عراقية تصدر أسبوعيا من بغداد. المجلة صدرت لأول مرة في عام 2008 كمجلة ترفيهية ورياضية.

## تاريخ
مجلة مشاهير العراق التي أسسها ونشرها علاء يوسف هي مجلة تعنى بالفنانين والمغنين والموسيقيين والممثلين والرياضة . نُشرت لأول مرة في 9 كانون الثاني 2008.

## طالع أيضًا
- ليلى

## روابط خارجية
- الحساب الرسمي لمشاهير العراق على الانستغرام